# Zubrzyca Dolna
Zubrzyca Dolna (maďarsky.Alsózubrica, slovensky Nižná Zubrica) je obec na polské Oravě, v gmině Jabłonka, v okrese Nowy Targ, který je součástí Malopolského vojvodství.V obci se hovoří oravským nářečím.
Do roku 1918 byla obec součástí Uherska, poté byla součástí první československé republiky. Od roku 1920 do roku 1939 byla součástí druhé polské republiky. V letech 1939 až 1945 byla součástí Slovenska.
V obci je kostel Panny Marie Škapulířské z konce 20. století a zvonice z 18. století.